# 馬尼半島

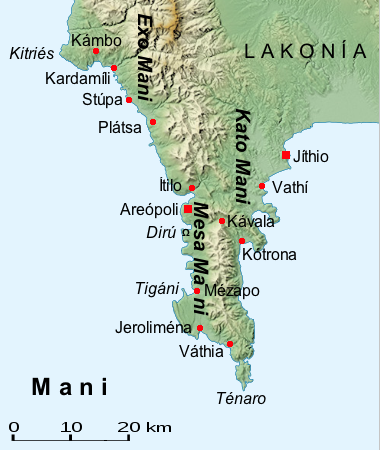
馬尼半島

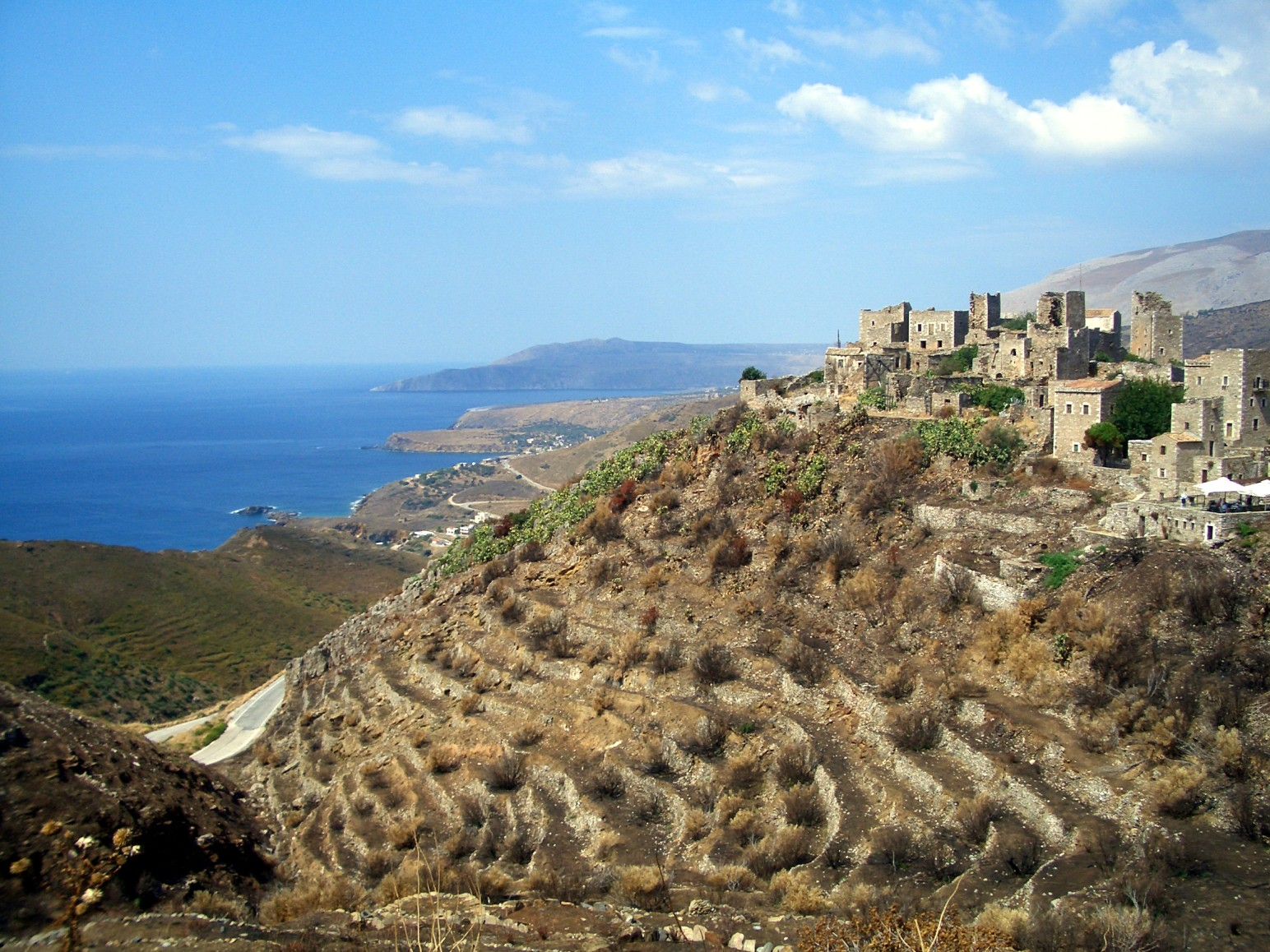
塔楼住屋

馬尼半島（希臘語：Μάνη）是希臘伯羅奔尼撒半島南部的一個半島。
馬尼半島介於西側麥西尼亞灣以及東側的拉科尼亞灣之間，是伯羅奔尼撒半島南部的三個半島之一。馬尼半島的最南端是泰納龍角，也是希臘大陆的最南端。行政上，馬尼半島大部分屬於拉科尼亞專區，西北部的一部分屬於麥西尼亞專區。